# Piero Foscari (incrociatore ausiliario)
Il Piero Foscari è stato un incrociatore ausiliario della Regia Marina, già motonave mista italiana.

## Storia

L’unità in servizio con i colori dell'Adriatica

Costruita nello Stabilimento Tecnico Triestino per la Società di Navigazione San Marco insieme alla gemella Filippo Grimani e completata nel giugno 1928), l'unità era originariamente una motonave mista da 3423 tonnellate di stazza lorda e 1934 tonnellate di stazza netta. Quattro stive della capienza di 2905 metri cubi permettevano una portata lorda di 2675 tonnellate, mentre nelle cabine potevano trovare posto in tutto 125 passeggeri. Due motori diesel FIAT della potenza complessiva di 4200 HP, consumando 13,2 tonnellate di carburante al giorno, azionavano due eliche, permettendo una velocità di 14,5 nodi (per altre fonti 16,5).
Iscritta con matricola 218 al Compartimento marittimo di Venezia, la nave apparteneva alla Società di Navigazione San Marco, con sede a Venezia, poi confluita, il 4 aprile 1932, nella Compagnia Adriatica di Navigazione, che il 1º gennaio 1937 cambiò nome in Adriatica Società Anonima di Navigazione, sempre sede a Venezia.

Un’altra immagine del Foscari in uso come nave mercantile

Nei primi anni trenta si progettò di trasformare, in caso di guerra, Foscari e Grimani in portaerei di scorta, progetto che rimase comunque lettera morta.
Utilizzata sulla linea n. 48 Genova-Napoli-Pireo-Rodi-Alessandria d'Egitto, nel 1938 la motonave venne trasferita sulla linea n. 51, uguale alla 48 tranne che per il capolinea, stabilito a Venezia invece che a Genova.
Requisita una prima volta dalla Regia Marina (o dal Ministero della marina) a Taranto il 18 agosto 1940, la Foscari venne utilizzata sino al 14 gennaio 1941 come trasporto per l'Albania sulla linea n. 44 modificata (Brindisi-Valona-Durazzo-Brindisi), continuando tale servizio anche dopo la derequisizione (25 agosto 1940). Restituita all'Adriatica il 15 gennaio 1941, la nave venne immediatamente noleggiata dal Ministero della guerra, poi, il 31 marzo, dal Ministero degli affari esteri, ed in ultimo, il 6 aprile, dal Ministero delle comunicazioni.
Posta a disposizione dei comandi militari dal 24 aprile al 5 maggio 1941, la Foscari venne trasferita a Venezia e sottoposta a lavori di trasformazione. Requisita a Venezia dalla Regia Marina il 5 luglio 1941, la motonave venne in pari data iscritta nel ruolo del Naviglio ausiliario dello Stato con matricola D 10, classificata come incrociatore ausiliario.

La Foscari (in primo piano), requisita ma non ancora iscritta nei ruoli del Naviglio ausiliario dello Stato, sbarca truppe a Valona nell'agosto 1940

Armata con due cannoni da 102/45 Mod. 1917 e quattro mitragliere da 20/65 mm e provvista inoltre delle attrezzature per trasportare e posare 80 mine, l'unità venne adibita a compiti di scorta convogli.
Il 18 dicembre 1942 il Foscari, in navigazione da Napoli a Civitavecchia, venne attaccato con il lancio di quattro siluri da parte del sommergibile britannico Rorqual, in posizione 40°49' N e 13°24' E (a sudovest di Gaeta): colpita, la nave riportò gravi danni.
Alle 11.30 dell'8 settembre 1943, giorno dell'annuncio dell'armistizio (per altre fonti a mezzanotte dello stesso giorno), il Foscari, al comando del capitano di corvetta Leonarduzzi, lasciò Genova alla volta di Piombino, di scorta al piroscafo Valverde, carico di carbone e diretto a Portoferraio. Intorno alle 13.30 del 9 settembre le due navi s'imbatterono al largo di Capo Castiglioncello, tra Antignano e Castiglioncello (o Quercianella, non lontano da Livorno), in tre motovedette tedesche tipo R-Boote (Räumboote), che, vista la bandiera italiana, aprirono il fuoco contro Foscari e Valverde. Al contempo bersagliarono con il loro tiro le due navi italiane anche le batterie costiere, cadute in mano alle truppe tedesche, contro le quali presero a tirare altre batterie costiere, rimaste invece in mano italiana. Colpito, l'incrociatore ausiliario reagì facendo a sua volta fuoco con il proprio armamento, obbligando alla ritirata le unità attaccanti, ma verso le 14.40 (o 15) sopraggiunsero i grossi posamine Pommern e Brandenburg, provenienti da Livorno, che avevano avvistato il Foscari poco dopo aver fermato e dirottato a Livorno, alle 14.15, il dragamine D 1: le unità tedesche spararono un colpo d'avvertimento da 10.400 metri di distanza, poi, dato che il Foscari proseguiva la navigazione, il Pommern aprì il fuoco danneggiando gravemente la nave italiana, che si rifugiò in un'insenatura vicino a Castiglioncello, dove si mise alla fonda. Rinforzati, circa due ore dopo, da due R-Boote (altre fonti parlano di motosiluranti, probabilmente erroneamente in quanto non risulta che ve ne fossero in zona), i due posamine misero fuori uso anche il Valverde, che andò ad incagliarsi nel golfo della Cianciafera, con la poppa semisommersa. Alle 17.30 del 10 settembre, a seguito del ritorno del Brandenburg, il Foscari venne nuovamente colpito: considerevolmente sbandata ed in via di allagamento, la nave venne portata dal comandante vicino alla riva nel tentativo di farla incagliare, ma per i danni ormai fatali finì con l'affondare in acque basse, a poca distanza dalla costa. Nel combattimento trovò la morte un membro dell'equipaggio civile dell'incrociatore ausiliario, il giovanotto di coperta Emanuele De Carne.
Il relitto del Foscari giace su fondali sabbiosi ad una profondità massima di 16 metri, al largo di Castiglioncello ed a circa 0,1 miglia dalla riva.